# ليو سكيري أوستيغارد
ليو سكيري أوستيغارد (مواليد 28 نوفمبر 1999) هو لاعب كرة قدم نرويجي يلعب كمدافع في نادي برايتون أند هوف ألبيون.